# Föne
Föne är en bebyggelse i Färila socken i Ljusdals kommun i Hälsingland. Orten är belägen cirka 16 kilometer väster om Ljusdal, runt Fönesjön. I Föne fanns tidigare den militära Färila flygbas, som sedan 2005 är nedlagd. 
SCB klassade från 1990 till 2023 en del av området som en småort med namnet Västra Föne. Småorten avregistrerades 2023 då antalet invånare då understeg 50

## Idrott
På orten finns ett fotbollslag, Föne IK.
Diskuskastaren Daniel Ståhls far Jan, som i ungdomen var släggkastare, kommer från Föne.